# Germaine Richier
Germaine Richier (Grans, 16 de setembre de 1902 - Montpeller, 21 de juliol de 1959) va ser una escultora francesa.
Richier va començar els seus estudis a l'Ecole des Beaux Arts de Montpeller. El 1926 va anar a treballar amb Antoine Bourdelle, romanent al seu estudi fins a la seva mort el 1929. Allà va conèixer Alberto Giacometti. Richier estava més interessada en un enfocament clàssic de l'escultura, i preferia començar a partir d'un model en viu i després tornar a treballar el producte final. En aquesta etapa de la seva carrera també va conèixer Cèsar Baldaccini.
Els seus primers treballs va combinar formes clàssiques amb híbrids humans-animals i representant criatures com l'aranya i l'hidra. El seu estil es va convertir en menys figuratiu després de la Segona Guerra Mundial, quan les deformacions corporals que ella feia servir com a tema es van veure més accentuades, en un intent de transmetre un major sentit de l'angoixa.
Va fer la seva primera exposició el 1934 i el 1937 va participar en l'Exposició Universal de París del 1937. El mateix any va participar en una exposició de dones europees al Musée du Jeu de Paume de París i posteriorment va exposar al pavelló francès a la Fira Mundial del 1939 a Nova York, al costat de destacats artistes com Chagall, Braque, Bonnard, Delaunay o Derain. El 1951 va obtenir el premi d'escultura a la Biennal de São Paulo. El 1942 va exposar a Suïssa, al Kunstmuseum Winterthur, i al Kunstmuseum Basilea el 1944. Va presentar obra seva a la Biennal de Venècia els anys 1948, 1952 i 1954. El 1948 va exposar amb Jean Arp i Henri Laurens a la Galerie d'Art Moderne de Basilea i a la Galerie Maeght de París. El 1956 es va oferir una restrospectiva de la seva obra al Musée National d'Art Moderne de París.
La controvèrsia més gran que envolta l'obra de Richier va venir amb la creació d'una estàtua de Crist per a l'església de Notre-Dame de Toute Grâce du Plateau d'Assy. En una representació gens tradicional de Jesús, Richier pretenia representar el turment espiritual i físic de Crist, però el clergat, amb una ordre del bisbe d'Annecy, va ordenar que l'escultura s'ocultés. Aquest esdeveniment va ser el catalitzador d'un gran debat sobre la naturalesa i el paper de l'art sacre que va tenir lloc al llarg dels anys 1950, durant el qual molts artistes es van oposar a la imatge i el paper tradicional de l'art religiós i acadèmic.
Fa servir elements naturals com la pedra i la fusta i objectes recollits, la seva obra encarna un diàleg entre la natura. i la forma humana. Als anys cinquanta, va experimentar amb noves tècniques i introduí en les seves peces materials com cera, guix i plom.
Algunes de les seves obres més rellevants són La borrasca, El Crist i L'Ogre, entre d'altres. I hi ha obra seva al Musée Fabre, a la Tate de Londres i al Museu d'Art Modern de San Francisco, entre d'altres galeries.